# Milites Templi
Milites Templi (в превод от латински: Войни на Храма) е папска була на римския папа Целестин II от 9 януари 1144 г., задължаваща духовенството да защитава тамплиерите и призоваваща всички вярващи да им оказват помощ и съдействие.
Булата предвижда опрощаване на греховете на всички дарители на ордена и разрешава извършване на богослужения даже в земите, засегнати от интердикти, когато в тях има служители на ордена, което дава възможност на тамплиерите да събират дарения веднъж годишно дори от тези, които църквата временно е отлъчила.
Както и всички останали папски були, „Milites Templi“ получава своето име по първите думи от документа.
„Milites Templi“ е една от най-важните папски були, засягащи ордена на тамплиерите, и заедно с булите „Omne Datum Optimum“ (1139) и „Militia Dei“ (1145) създава условия за забогатяването и укрепването на техния орден.